# Élections législatives de 2022 en Oregon
Les élections législatives de 2022 en Oregon ont lieu le 8 novembre 2022 afin d'élire les 60 membres de la Chambre des représentants de l'État américain d'Oregon.

## Système électoral
La Chambre des représentants de l'Oregon est la chambre basse de son parlement bicaméral. Elle est composée de 60 sièges pourvus pour deux ans au scrutin uninominal majoritaire à un tour dans autant de circonscriptions.

## Contexte
Les démocrates détiennent la majorité à la Chambre des représentants depuis 2007. Lors de la législature 2021-2023, ils avaient 37 sièges contre 23 aux républicains.

## Résultats
| Partis                   | Partis                | Voix    | %     | +/- | Sièges | +/-           |
| ------------------------ | --------------------- | ------- | ----- | --- | ------ | ------------- |
|                          | Parti démocrate (D)   | 981 568 | 52,33 |     | 35     | 2             |
|                          | Parti républicain (R) | 878 962 | 46,86 |     | 25     | 2             |
|                          | Autres partis         |         |       |     | 0      | en stagnation |
|                          | Indépendants          |         |       |     | 0      | en stagnation |
|                          |                       |         |       |     |        |               |
| Votes valides            |                       |         |       |     |        |               |
| Votes blancs et nuls     |                       |         |       |     |        |               |
| Total                    | Total                 |         |       |     | 60     | en stagnation |
| Abstentions              |                       |         |       |     |        |               |
| Inscrits / participation |                       |         |       |     |        |               |